# Pabstia schunkiana
Pabstia schunkiana är en orkidéart som beskrevs av Vitorino Paiva Castro. Pabstia schunkiana ingår i släktet Pabstia och familjen orkidéer. Inga underarter finns listade i Catalogue of Life.